# Pamišjakinja
Pamišjakinja (lat. Pseudostellaria), rod trajnica iz porodice klinčićevki. Od 21 vrste, (uz tri hibrida), sve su osim jedne iz Azije, dok u Hrvatskoj, Italiji, Austriji i Sloveniji raste jedino P. europaea ili gomoljasta pamišjakinja.

## Vrste
1. Pseudostellaria baekdusanensis M.Kim
2. Pseudostellaria bohyeonsanensis M.Kim & H.Jo
3. Pseudostellaria davidii (Franch.) Pax
4. Pseudostellaria ebracteata (Kom.) N.S.Pavlova
5. Pseudostellaria europaea Schaeftl.
6. Pseudostellaria helanshanensis W.Z.Di & Y.Ren
7. Pseudostellaria heterantha (Maxim.) Pax
8. Pseudostellaria heterophylla (Miq.) Pax
9. Pseudostellaria himalaica (Franch.) Pax
10. Pseudostellaria japonica (Korsh.) Pax
11. Pseudostellaria palibiniana (Takeda) Ohwi
12. Pseudostellaria polymorpha Y.S.Lian
13. Pseudostellaria retusa (Ohwi) Y.S.Lian
14. Pseudostellaria rigida (Kom.) Pax
15. Pseudostellaria rupestris (Turcz.) Pax
16. Pseudostellaria sylvatica (Maxim.) Pax
17. Pseudostellaria tianmushanensis G.H.Xia & G.Y.Li
18. Pseudostellaria tibetica Ohwi
19. Pseudostellaria webbiana (Benth. ex G.Don) Ikonn.
20. Pseudostellaria wuyishanensis X.Luo & Q.Y.Yang
21. Pseudostellaria zhejiangensis X.F.Jin & B.Y.Ding
22. Pseudostellaria ×biseulsanensis M.Kim & H.Jo
23. Pseudostellaria ×segeolsanensis M.Kim & H.Jo
24. Pseudostellaria ×seoraksanensis M.Kim & H.Jo

## Sinonimi
- Krascheninikovia Turcz. ex Endl.; Gen. Pl. 968 (1840), nec Gueldenst. (1772)
- Kranikofa Raf.; Princ. Somiol. 30 (1814)